# Vráta (Malá Fatra)

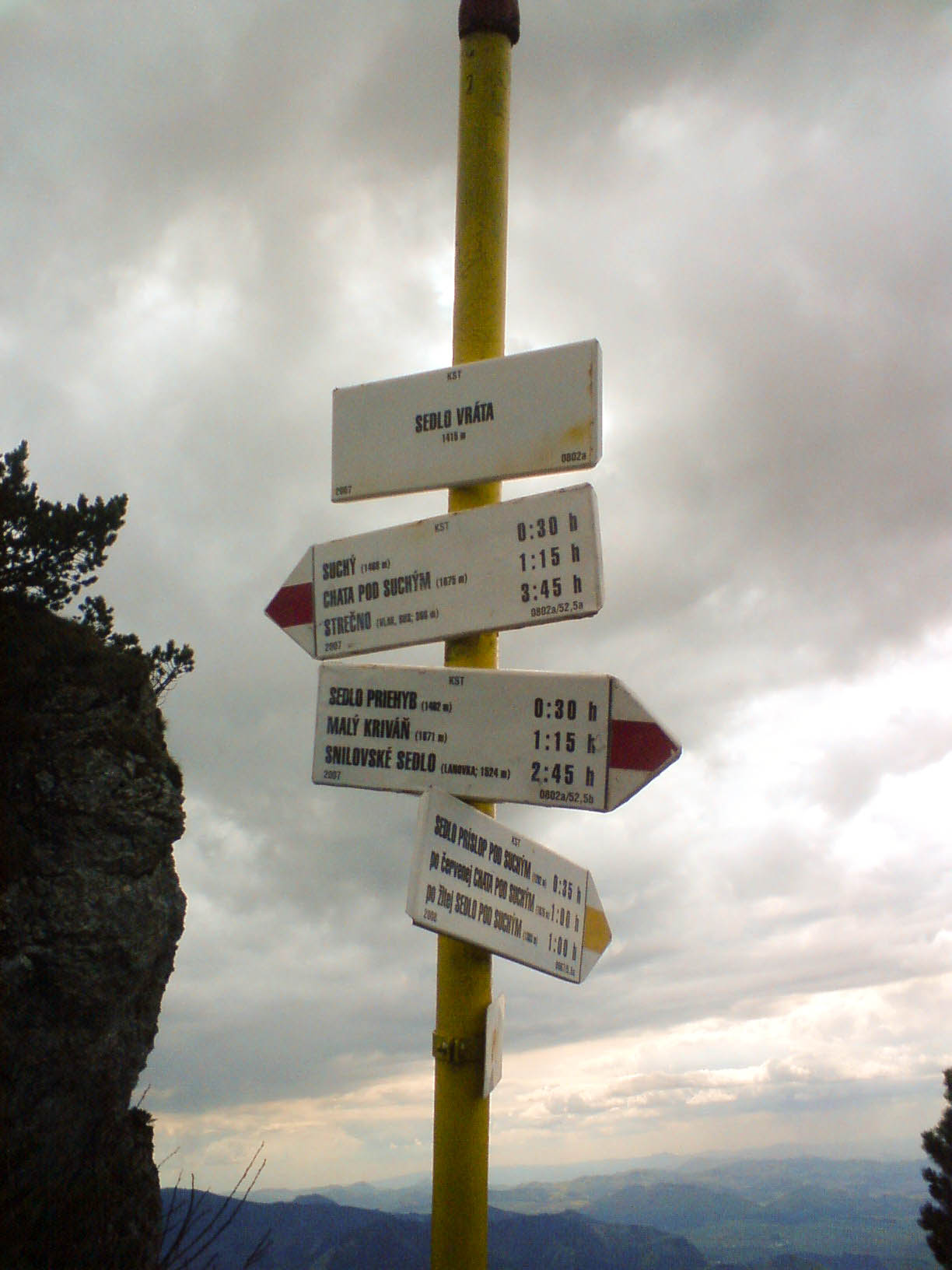
Rozcestník v sedle Vráta

Vráta (1 440 m n. m.) je sedlo v Malé Fatře na Slovensku. Nachází se v hlavním hřebeni kriváňské části pohoří mezi vrcholy Stratenec (1513 m) na severovýchodě a Biele skaly (1462 m) na jihozápadě. Severozápadní svahy klesají do Prostredné doliny (větev Doliny Kúr, nachází se zde národní přírodní rezervace Suchý), jihovýchodní do Súčianske doliny. Sedlo je křižovatkou turistických tras.

## Přístup
- po červené  značce ze sedla Priehyb nebo z vrcholu Suchý
- po žluté  značce ze sedla Príslop pd Suchým